# Forsayth
Forsayth is een plaats in de Australische deelstaat Queensland en telt 90 (schatting) inwoners (2006).